# Palazzo Barzizza

Palazzo Barzizza

Palazzo Barzizza ist ein Palast in Venedig in der italienischen Region Venetien. Er liegt im Sestiere San Polo mit Blick auf den Canal Grande neben dem Palazzo Giustinian Businello und gegenüber der Ca’ Farsetti.

## Geschichte
Der Palast wurde im 13. Jahrhundert als Lagerhaus geschaffen und gehörte der Familie Contarini. Das Gebäude wurde dann im 16. Jahrhundert umgebaut und modernisiert.
„Palazzo Barzizza“ wurde im 18. Jahrhundert der Name des Anwesens, als die bergamasker Adelsfamilie Barzizza es kaufte und den linken Teil des ursprünglichen Palastes umbauen ließ.
Heute ist die alte Wohnstatt wieder in privater Hand.

## Beschreibung
Die Fassade, die über die Jahrhunderte oft restauriert und umgebaut wurde, präsentiert sich asymmetrisch und reich an widersprüchlichen Elementen, was den Stilen unterschiedlicher Epochen geschuldet ist.
Vor allen Dingen wurde die Fensteranordnung durch die Umbauten im 18. Jahrhundert bestimmt: Die erste Öffnung des eleganten Fünffachfensters im zweiten Hauptgeschoss wurde teilweise verdeckt und zugemauert; ihr entspricht ein kleineres Fünffachfenster im ersten Obergeschoss.
Der linke Block der Fassade hat einteilige Rundbogenfenster, die die verschiedenen Ebenen hervorheben, wogegen der ältere, rechte Teil sich durch das Vorhandensein eines einteiligen, gotischen Fensters mit Balustern unterscheidet.
Von besonderem Wert ist das alte, mit Skulpturen versehene Portal, das auch auf der rechten Seite durch den nachträglichen Anbau einer zum Kanal hin vorspringenden Terrasse beeinträchtigt wurde.